# Pompa sahariana
La teoria della pompa del Sahara è un'ipotesi che spiega come la flora e la fauna migrarono tra Eurasia e Africa, attraverso un ponte di terra levantina. La teoria osserva che lunghi periodi di piogge abbondanti, periodi pluviali della durata di molte migliaia di anni, come ad esempio l'abbassia pluviale, in Africa sono associati ad una fase "Sahara umido" durante la quale grandi laghi e fiumi poterono esistere con conseguenti cambiamenti faunistici nella zona. Indipendentemente dalla aridità del Sahara, le migrazioni lungo il corridoio fluviale s'interruppero quando, durante una fase desertica, 1,8-0,8 milioni d'anni fa, il Nilo cessò di scorrere completamente, limitandosi a scorrere solo temporaneamente in altri periodi, causa sollevamento geologico (Swell nubiano) della regione.
In paleoantropologia, relativamente a questo fenomeno climatico, si ipotizzano due periodizzazioni nella colonizzazione terrestre:
1. un primo periodo umido, restringendo le latitudini del deserto, ha consentito la colonizzazione dei territori orientali al Sahara e del Nordafrica[1];
2. un successivo periodo più secco ha indotto la colonizzazione del resto dell'Africa subsahariana[2].